# Champnétery
Champnétery ist eine Gemeinde in Frankreich. Sie gehört zur Region Nouvelle-Aquitaine, zum Département Haute-Vienne, zum Arrondissement Limoges und zum Kanton Saint-Léonard-de-Noblat. Im Süden bildet die Maulde die Gemeindegrenze. Die Nachbargemeinden sind Moissannes im Norden, Auriat im Nordosten, Cheissoux im Osten, Bujaleuf im Südosten, Saint-Denis-des-Murs im Südwesten und Saint-Léonard-de-Noblat im Westen.

## Bevölkerungsentwicklung
| Jahr      | 1962 | 1968 | 1975 | 1982 | 1990 | 1999 | 2008 | 2013 |
| --------- | ---- | ---- | ---- | ---- | ---- | ---- | ---- | ---- |
| Einwohner | 622  | 598  | 516  | 502  | 515  | 491  | 533  | 565  |